# Паратироиден хормон
Паратироидният хормон или паратхормон се отделя от околощитовидните жлези. Той съдържа 84 аминокиселини. Паратхормонът оказва влияние върху калциевата и фосфорната обмяна в организма, както и върху равновесието между разтворените соли и свързаните в костната субстанция калциеви и фосфатни съединения.
При увеличено производство на този хормон от костите започват да се отделят соли (на рентген в тях се появяват петнисти просветления), стават лесно чупливи, твърдата им субстанция изтънява. Повишението на калциевото ниво в кръвта се отразява върху нормалната нервна и мускулна дейност. Възбудимостта намалява и мускулатурата се отпуска. Реакциите стават по-бавни. Ако се премахнат оперативно околощитовидните жлези, калциевото ниво в кръвта спада под нормалните стойности. Като резултат настъпва споменатата вече повишена възбудимост на мускулатурата (тетания), която след даване на калций бързо изчезва.